# Cupressus sargentii
Cupressus sargentii és una espècie de conífera de la família de les cupressàcies, endèmic de la costa central de Califòrnia. És una planta d'ús ornamental (també a Barcelona).

## Descripció

### El Port
És un arbre de mida petita o mitjana i de tija simple. Poden arribar a fer fins a 23 metres, sovint no arriben als 10 m. En llocs exposats el seu port és més aviat de tipus arbustiu. L'escorça acostuma a ser de color gris. En la majoria dels jardins, aquest xiprer, té un creixement molt ràpid i és molt resistent a la sequera. Aquest xiprer prefereix zones assolellades, bon drenatge i aigua regular només per al primer any.

### Les Fulles
Són arbres de fulla perenne, de color verd-gris, són oposades i es disposen en parells i tenen pous amb glàndules resiníferes.
Es troba dins el grup de les gimnospermes, és a dir, no presenten flors tal com en les imaginem sinó que els aparells reproductors es troben agrupats en cons llenyós, de color marró fosc. Presenten serotinia, una adaptació de les plantes amb llavors en la que es produeix la dispersió de les llavors degut a un detonant ambiental (incendis, foc, pujada de les temperatures, etc.) i no de manera espontània com passa en la maduració de la llavor.

## Estat de conservació
Tot i que s'estén sobre una llarga distància i encara abundant, l'àrea d'ocupació (AOO) es calcula com una malla de 4 × 4 km que el classifica dins del llindar per a Vulnerable (AOO = 704 km², el nombre d'ubicacions = 8-10). Hi ha una disminució continua degut a molts incendis que poden ser massa intensos per a beneficiar aquesta espècie.

## Abast geogràfic
Aquest xiprer es troba a Califòrnia, EUA, on creix a nivell de costa dividits en dues (sub)poblacions, una més cap al nord i l'altre creix més cap al sud. El grup del nord està més estès, sobretot cap al nord de la Badía de San Francisco (40 ° N); el grup del sud es presenta principalment en la Serralada de Santa Lucía. La distància entre els dos principals grups és de més de 250 kilòmetres. Nombroses arbredes disperses es donen en la costa des del comtat de Mendocino fins al de Santa Barbara.